# 폴 샌드
폴 샌드(Paul Sand, 1935년 3월 5일 ~ )는 미국의 배우이다.
샌타모니카에서 태어났다.

## 출연 작품
- 스윗 랜드 (2005년)
- 아담과 스티브 (2005년)
- 조안 오브 아카디아 (2003년)
- 척 앤드 벅 (2000년)
- 귀향 (1992년)
- 스펌 뱅크 (1992년)
- 깊은 밤 깊은 곳에 2 (1991, Memories of Midnight)
- 틴 울프 2 (1987년)
- 슬리피 할로우의 전설 (1980년)
- 음악은 멈출 수 없어 (1980년)
- 나일강의 기적 (1980년)
- 메인 이벤트 (1979년) - 데이빗 역
- 핫 락 (1972년)
- 비바 맥스 (1969년)